# Знаки почтовой оплаты СССР (1929)
Зна́ки почто́вой опла́ты СССР (1929) — перечень (каталог) знаков почтовой оплаты (почтовых марок), введённых в обращение дирекцией по изданию и экспедированию знаков почтовой оплаты Народного комиссариата почт и телеграфов СССР в 1929 году.
С 1 января по декабрь 1929 года было выпущено 20 почтовых марок, в том числе 8 памятных (коммеморативных), 2 стандартные (1928—1929) «В. И. Ленин», 10 — третьего выпуска стандартных марок (1929—1941).

## Список коммеморативных (памятных) марок
Порядок следования элементов в таблице соответствует номеру по каталогу марок СССР (ЦФА), в скобках приведены номера по каталогу «Михель».
| № по каталогу                      | Изображение | Описание и источники                                                      | Номинал        | Дата выпуска         | Тираж     | Художник         |
| ---------------------------------- | ----------- | ------------------------------------------------------------------------- | -------------- | -------------------- | --------- | ---------------- |
| (ЦФА [АО «Марка»] № 310) (Mi #361) |             | Почтово-благотворительный выпуск «Беспризорным детям»: в мастерских       | 0,10+0,02 руб. | 1 января 1929 года   | 700 000   | В. К. Куприянов  |
| (ЦФА [АО «Марка»] № 311) (Mi #362) |             | Почтово-благотворительный выпуск «Беспризорным детям»: на полевых работах | 0,20+0,02 руб. | 1 января 1929 года   | 400 000   | В. К. Куприянов  |
| (ЦФА [АО «Марка»] № 312) (Mi #363) |             | Пионерский слёт: пионер-горнист                                           | 0,10 руб.      | 18 августа 1929 года | 400 000   | Дмитрий Голядкин |
| (ЦФА [АО «Марка»] № 313) (Mi #364) |             | Пионерский слёт: пионер-горнист                                           | 0,14 руб.      | 18 августа 1929 года | 500 000   | Дмитрий Голядкин |
| (ЦФА [АО «Марка»] № 347) (Mi #379) |             | Индустриализация: станок                                                  | 0,05 руб.      | ноябрь 1929 года     | 1 000 000 | Иван Дубасов     |
| (ЦФА [АО «Марка»] № 348) (Mi #380) |             | Индустриализация: колонна тракторов                                       | 0,10 руб.      | ноябрь 1929 года     | 500 000   | В. К. Куприянов  |
| (ЦФА [АО «Марка»] № 349) (Mi #381) |             | Индустриализация: домны                                                   | 0,20 руб.      | ноябрь 1929 года     | 700 000   | В. К. Куприянов  |
| (ЦФА [АО «Марка»] № 350) (Mi #382) |             | Индустриализация: доменная печь                                           | 0,28 руб.      | ноябрь 1929 года     | 700 000   | Александр Волков |

## Выпуски стандартных марок

### Стандарт «В. И. Ленин» (1925—1939)
В 1929 году продолжена эмиссия стандартных почтовых марок с портретом В. И. Ленина — в обращение поступили марки образца 1928—1929 года номиналом в 3 (художник Д. Голядкин) и 10 (художник В. Корзун) рублей.
Порядок следования элементов в таблице соответствует номеру по каталогу марок СССР (ЦФА), в скобках приведены номера по каталогу «Михель».
| № по каталогу                         | Изображение | Описание и источники | Номинал    | Дата выпуска | Тираж     | Художник                                 |
| ------------------------------------- | ----------- | -------------------- | ---------- | ------------ | --------- | ---------------------------------------- |
| (ЦФА [АО «Марка»] № 307А) (Mi #358 C) |             | Портрет В. И. Ленина | 3,00 руб.  | 1929 год     | 1 000 000 | Дмитрий Голядкин гравёр Алексей Троицкий |
| (ЦФА [АО «Марка»] № 309А) (Mi #360 C) |             | Портрет В. И. Ленина | 10,00 руб. | 1929 год     | 500 000   | В. Корзун гравёр Алексей Троицкий        |

### Третий выпуск стандартных марок (1929—1941)
В 1929 году начата эмиссия стандартных почтовых марок третьего стандартного выпуска СССР.
Порядок следования элементов в таблице соответствует номеру по каталогу марок СССР (ЦФА), в скобках приведены номера по каталогу «Михель».
| № по каталогу                        | Изображение | Описание и источники                            | Номинал   | Дата выпуска      | Тираж    | Художник                                  |
| ------------------------------------ | ----------- | ----------------------------------------------- | --------- | ----------------- | -------- | ----------------------------------------- |
| (ЦФА [АО «Марка»] № 314) (Mi #365 A) |             | Рабочий                                         | 0,01 руб. | декабрь 1929 года | массовый | Александр Волков                          |
| (ЦФА [АО «Марка»] № 315) (Mi #366 A) |             | Работница                                       | 0,02 руб. | октябрь 1929 года | массовый | Дмитрий Голядкин                          |
| (ЦФА [АО «Марка»] № 316) (Mi #367 A) |             | Крестьянин                                      | 0,03 руб. | октябрь 1929 года | массовый | Ольга Амосова                             |
| (ЦФА [АО «Марка»] № 317) (Mi #368 A) |             | Колхозница                                      | 0,04 руб. | октябрь 1929 года | массовый | Дмитрий Голядкин                          |
| (ЦФА [АО «Марка»] № 318) (Mi #369 A) |             | Красноармеец                                    | 0,05 руб. | октябрь 1929 года | массовый | Дмитрий Голядкин                          |
| (ЦФА [АО «Марка»] № 319) (Mi #370 A) |             | Барельефы рабочего, красноармейца и крестьянина | 0,07 руб. | ноябрь 1929 года  | массовый | В. К. Куприянов                           |
| (ЦФА [АО «Марка»] № 320) (Mi #371 A) |             | Рабочий                                         | 0,10 руб. | октябрь 1929 года | массовый | Александр Волков                          |
| (ЦФА [АО «Марка»] № 321) (Mi #378 A) |             | Портрет В. И. Ленина                            | 0,14 руб. | август 1929 года  | массовый | фото Петра Оцупа, гравёр Альфред Эберлинг |
| (ЦФА [АО «Марка»] № 323) (Mi #373 A) |             | Крестьянин                                      | 0,20 руб. | декабрь 1929 года | массовый | В. Корзун                                 |
| (ЦФА [АО «Марка»] № 325) (Mi #375 A) |             | Колхозница                                      | 0,50 руб. | октябрь 1929 года | массовый | Дмитрий Голядкин                          |

## Комментарии
1. ↑  Коммеморативные марки — обобщённое название специальных художественных (памятных, юбилейных и других) почтовых марок. Для упрощения терминологии в случаях, когда требуется лишь подчеркнуть, что данная марка не является общеупотребляемой (то есть стандартной), под термином «коммеморативная марка» подразумевают, кроме перечисленных выше, также тематические (рисунки которых, посвящены определённой теме коллекционирования) марки. Также все упомянутые марки, объединённые термином «коммеморативная», имеют общую черту: как правило, такие марки изготовляются на высоком полиграфическом уровне[4].
2. ↑  Ниже приведён перечень памятных художественных марок (с возможностью сортировки по номиналу, тиражу и дате введения в обращение).
3. ↑  В помощь беспризорным детям: в производственных мастерских. Красно-коричневая, тёмно-коричневая. Печать глубокая на мелованной бумаге без водяного знака, перфорирована: линейная зубцовка  (ЦФА [АО «Марка»] № 310) — 12½ (на каждые 2 сантиметра края марки приходится 12½ зубцов) и  (ЦФА [АО «Марка»] № 310А) — 10½ (на каждые 2 сантиметра края марки приходится 10½ зубцов), 50 (5×10) экземпляров на марочных листах[1][6][10].
4. ↑  В помощь беспризорным детям: на полевых работах. Светло-синяя, тёмно-коричневая. Печать глубокая на мелованной бумаге без водяного знака, перфорирована: линейная зубцовка  (ЦФА [АО «Марка»] № 311) — 12½ (на каждые 2 сантиметра края марки приходится 12½ зубцов),  (ЦФА [АО «Марка»] № 311А1) — 10½ (на каждые 2 сантиметра края марки приходится 10½ зубцов) и  (ЦФА [АО «Марка»] № 311А2) — 10 (на каждые 2 сантиметра края марки приходится 10 зубцов), 40 (4×10) экземпляров на марочных листах[1][6][10].
5. ↑  1-й Всесоюзный пионерский съезд в Москве: пионер-горнист. Тёмно-коричневая. Печать глубокая на бумаге с водяным знаком «ковер», перфорирована: гребенчатая зубцовка нескольких вариантов от 10 до 12½ (на каждые 2 сантиметра края марки приходится от 10 до 12½ зубцов), 50 (10×5) экземпляров на марочных листах[1][6][11].
6. ↑  1-й Всесоюзный пионерский съезд в Москве: пионер-горнист. Сине-серая. Печать глубокая на бумаге с водяным знаком «ковер», перфорирована: гребенчатая зубцовка нескольких вариантов от 10 до 12½ (на каждые 2 сантиметра края марки приходится от 10 до 12½ зубцов), 50 (10×5) экземпляров на марочных листах[1][6][11].
7. ↑  За индустриализацию СССР: рабочий у станка. Красно-коричневая. Печать типографская на бумаге с водяным знаком «ковер», перфорирована: комбинированная гребенчатая зубцовка 12:12½ (на каждые 2 сантиметра края марки приходится 12:12½ зубцов), 100 (10×10) экземпляров на марочных листах[1][6][12].
8. ↑  За индустриализацию СССР: тракторы в поле. Оливковая. Автотипия на бумаге с водяным знаком «ковер», перфорирована: комбинированная гребенчатая зубцовка 12:12½ (на каждые 2 сантиметра края марки приходится 12:12½ зубцов), 100 (10×10) экземпляров на марочных листах[1][6][12].
9. ↑  За индустриализацию СССР: домны. Зелёная. Печать типографская на бумаге с водяным знаком «ковер», перфорирована: комбинированная гребенчатая зубцовка 12:12½ (на каждые 2 сантиметра края марки приходится 12:12½ зубцов), 100 (10×10) экземпляров на марочных листах[1][6][12].
10. ↑  За индустриализацию СССР: доменная печь. Фиолетово-чёрная. Печать типографская на бумаге с водяным знаком «ковер», перфорирована: комбинированная гребенчатая зубцовка 12:12½ (на каждые 2 сантиметра края марки приходится 12:12½ зубцов), 100 (10×10) экземпляров на марочных листах[1][6][12].
11. 1 2  Ниже приведён перечень стандартных марок (с возможностью сортировки по номиналу, тиражу и дате введения в обращение).
12. ↑  Портрет В. И. Ленина, тёмно-зелёная. Металлография на толстой бумаге с водяным знаком «теневые квадраты», перфорирована: линейная зубцовка 10 (на каждые 2 сантиметра края марки приходится 10 зубцов), 40 (8×5) экземпляров на марочных листах. Марки без зубцов  (ЦФА [АО «Марка»] № 307Б) в обращение не поступали[13][6][7].
13. 1 2  Точная дата, к сожалению, не указана ни в одном из приведенных АИ[6][7].
14. ↑  Портрет В. И. Ленина, чёрно-синяя. Металлография на толстой бумаге с водяным знаком «теневые квадраты», перфорирована: линейная зубцовка 10 (на каждые 2 сантиметра края марки приходится 10 зубцов), 40 (8×5) экземпляров на марочных листах. Марки без зубцов  (ЦФА [АО «Марка»] № 309Б) в обращение не поступали[13][6][7].
15. ↑  Рабочий, жёлто-оранжевая. Печать типографская на бумаге с водяным знаком «ковёр», перфорирована: комбинированная гребенчатая зубцовка 12:12½ (на каждые 2 сантиметра края марки приходится 12:12½ зубцов), 100 (10×10) экземпляров на марочных листах[1][2][14].
16. ↑  Работница, ярко-зелёная. Печать типографская на бумаге с водяным знаком «ковёр», перфорирована: комбинированная гребенчатая зубцовка 12:12½ (на каждые 2 сантиметра края марки приходится 12:12½ зубцов), 100 (10×10) экземпляров на марочных листах[1][2][14].
17. ↑  Крестьянин, голубая. Печать типографская на бумаге с водяным знаком «ковёр», перфорирована: комбинированная гребенчатая зубцовка 12:12½ (на каждые 2 сантиметра края марки приходится 12:12½ зубцов), 100 (10×10) экземпляров на марочных листах[1][2][14].
18. ↑  Колхозница, лиловая. Печать типографская на бумаге с водяным знаком «ковёр», перфорирована: комбинированная гребенчатая зубцовка 12:12½ (на каждые 2 сантиметра края марки приходится 12:12½ зубцов), 100 (10×10) экземпляров на марочных листах[1][2][14].
19. ↑  Красноармеец, красно-коричневая. Печать типографская на бумаге с водяным знаком «ковёр», перфорирована: комбинированная гребенчатая зубцовка 12:12½ (на каждые 2 сантиметра края марки приходится 12:12½ зубцов), 100 (10×10) экземпляров на марочных листах[1][2][14].
20. ↑  Барельефы рабочего, красноармейца и крестьянина, красная. Печать типографская на бумаге с водяным знаком «ковёр», перфорирована: комбинированная гребенчатая зубцовка 12:12½ (на каждые 2 сантиметра края марки приходится 12:12½ зубцов), 100 (10×10) экземпляров на марочных листах[1][2][14].
21. ↑  Рабочий, оливковая. Печать типографская на бумаге с водяным знаком «ковёр», перфорирована: комбинированная гребенчатая зубцовка 12:12½ (на каждые 2 сантиметра края марки приходится 12:12½ зубцов), 100 (10×10) экземпляров на марочных листах[1][2][14].
22. ↑  Портрет В. И. Ленина, тёмно-синяя. Печать типографская на мелованной бумаге без водяного знака, перфорирована: комбинированная гребенчатая зубцовка 12:12½ (на каждые 2 сантиметра края марки приходится 12:12½ зубцов), 100 (10×10) экземпляров на марочных листах[1][2][16].
23. ↑  Крестьянин, зелёная. Печать типографская на бумаге с водяным знаком «ковёр», перфорирована: комбинированная гребенчатая зубцовка 12:12½ (на каждые 2 сантиметра края марки приходится 12:12½ зубцов), 100 (10×10) экземпляров на марочных листах[1][2][14].
24. ↑  Колхозница, коричневая. Печать типографская на бумаге с водяным знаком «ковёр», перфорирована: комбинированная гребенчатая зубцовка 12:12½ (на каждые 2 сантиметра края марки приходится 12:12½ зубцов), 100 (10×10) экземпляров на марочных листах[1][2][14].